# 彭里斯市
彭里斯市（英語：City of Penrith）是澳大利亚的一個地方政府，位於新南威尔士州悉尼市以西的50公里處。

## 沿革
彭里斯自治市因1858年通過的《自治法》而成立於1871年5月12日。1890年3月3日，市內的聖瑪莉絲區升格自治。隨後的1893年7月26日及1895年9月9日，慕谷亞區、卡索芮區再相繼自治。1949年1月1日彭里斯、聖瑪莉絲、慕谷亞因合併而成為新的彭里斯自治市。
1959年10月21日，彭里斯自治市升格為彭里斯市。爾後於1963年10月25日與西鄰、原屬藍山市的艾姆平原、艾姆高原二區合併。

## 選區
彭里斯市議會有議席15座，全市分3選區，各區選出議員5名代表市民和納稅人問政；市長非直選。

## 姊妹市
為促進教育商業文化等交流彭里斯市與6個外國城市建立了不同的關係：
- 英格蘭彭里斯
- 日本靜岡縣藤枝市
- 日本石川縣白山市
- 中華人民共和國江蘇省昆山市（友誼市）
- 中華人民共和國北京市西城區（合作關係）
- 大韓民國首爾市江西區（合作關係）

## 媒體
彭里斯市有3家主要報社：《Western Weekender》、《Penrith Star》、《Penrith Press》，與3家電臺：VINTAGE 87.6 FM、FUSION 87.8 FM、Cool Country 2KA。

## 外部連結
- 彭里斯市政府官方網站 （页面存档备份，存于）

33°45′S 150°42′E / 33.750°S 150.700°E